# Fundação Stickel
A Fundação Stickel é uma organização sem fins lucrativos, brasileira, de origem familiar, que atua com a missão de promover a inclusão social de pessoas e comunidades por meio das artes visuais. Foi instituída em São Paulo, em 31 de dezembro de 1954, pelo casal Martha Diederichsen Stickel e Erico João Siriuba Stickel  e em 2004 foi reestruturada sob o comando do filho do casal, Fernando Diederichsen Stickel.  Atualmente, oferece cursos e oficinas de arte gratuitos, destinados à população de baixa renda da cidade de São Paulo.  
A Fundação Stickel é associada ao GIFE (Grupo de Institutos Fundações e Empresas)   desde 2014, e atualmente suas atividades acontecem em parceria com alguns equipamentos públicos da capital, como a Fábrica de Cultura Vila Nova Cachoeirinha e o CEU Paz (Centro Educacional Unificado).

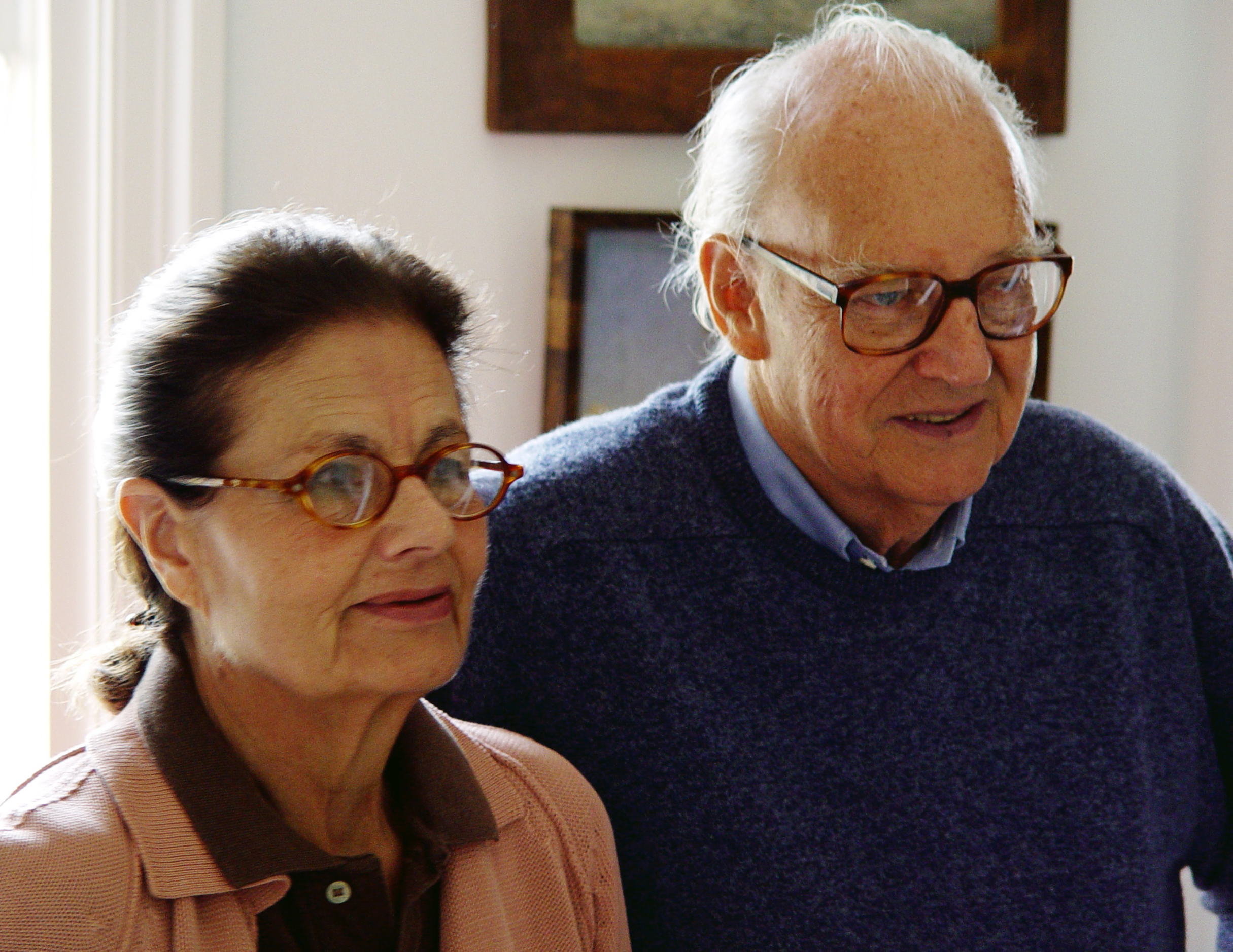
O casal instituidor da Fundação Stickel, Martha Diederichsen Stickel e Erico João Siriuba Stickel, em foto de Fernando Diederichsen Stickel de 15 Abril 2003

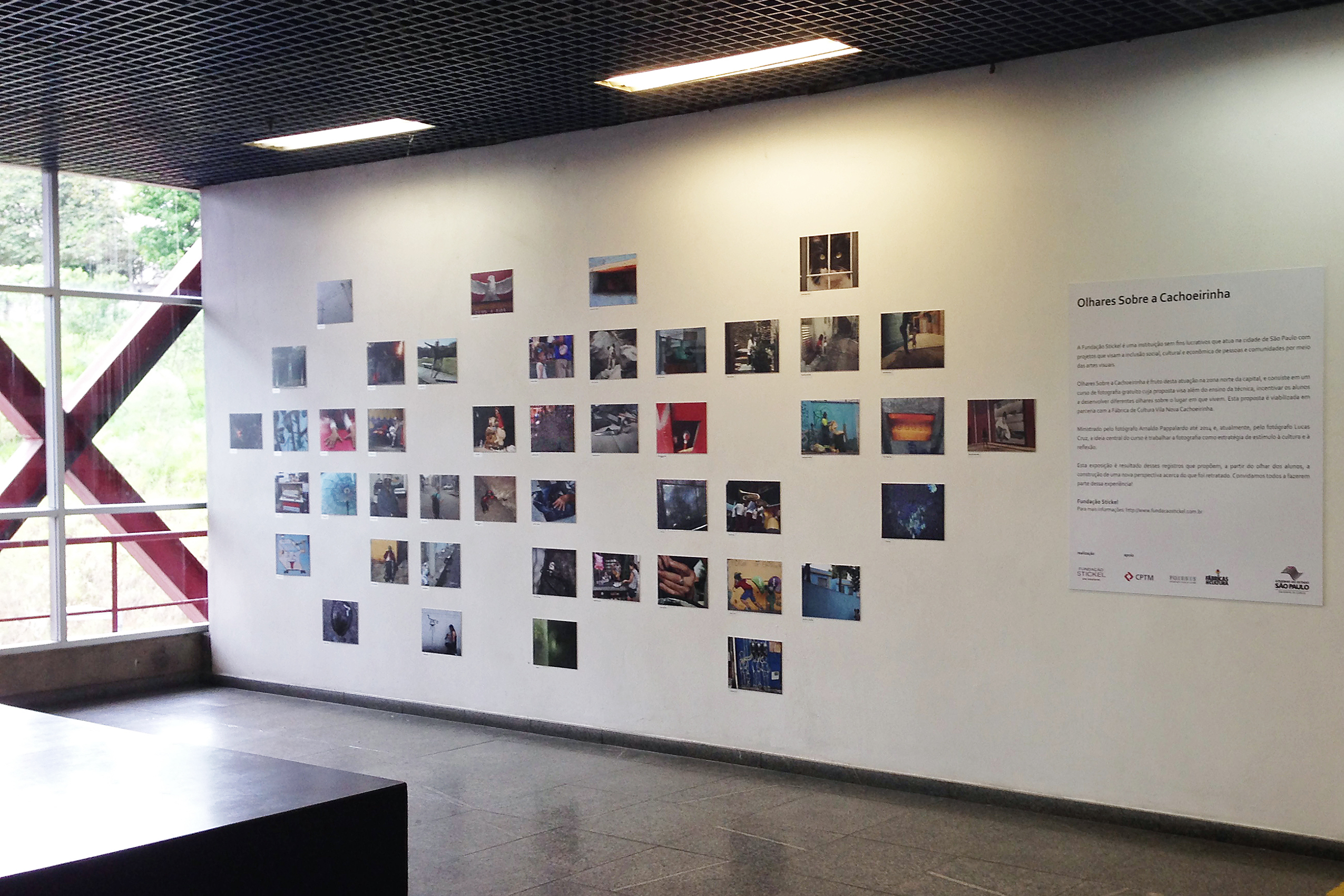
Exposição Olhares Sobre a Cachoeirinha na estação Grajaú da CPTM em novembro de 2015

## História

### Grêmio Bernardo Diederichsen
Em 1946, o casal Ernesto Diederichsen e Maria Elisa (Lili) Arens Diederichsen deu início a um trabalho de assistência social em Campos do Jordão, que acarretou a criação do Grêmio Bernardo Diederichsen . A instituição se propunha a atender famílias de baixa renda, que se instalavam em favelas e moradias precárias, para acompanhar o tratamento contra tuberculose de seus parentes internados. 

### Fundação Beneficente Martha e Erico Stickel
Após o falecimento de Ernesto, em 1949, sua filha Martha Diederichsen Stickel e seu marido Erico João Siriuba Stickel  assumiram as obras assistenciais, e a instituição se transformou, em 1954, na Fundação Beneficente Martha e Erico Stickel.  Em imóvel próprio situado no bairro de Abernéssia, Campos de Jordão, a Fundação se organizou para suprir as carências mais imediatas da população desprotegida, prestando um serviço assistencial gratuito, com consultório médico e dentário, raios-X e ambulância. A instituição manteve suas atividades até a década de 70.

### Fundação Stickel
Após um período de inatividade, a instituição iniciou sua reestruturação em 2004, em São Paulo, sob o comando de um dos filhos dos instituidores, Fernando Stickel , arquiteto formado pela FAU-USP, artista plástico e fotógrafo. A missão da Fundação, desde então, passou a ser a de agregar sua atuação na arte brasileira e contemporânea ao trabalho em comunidades com altos índices de vulnerabilidade social.
Até o ano de 2010, a Fundação atuou paralelamente com projetos de desenvolvimento e geração de renda destinados a mulheres da Brasilândia em situação de vulnerabilidade social, como o Brasilianas e o Mulheres de Talento, sendo este resultante na criação da padaria Doces Talentos  . Atualmente, promove atividades culturais diversas, como exposições, cursos e oficinas de arte, e edição e distribuição gratuita de livros. 

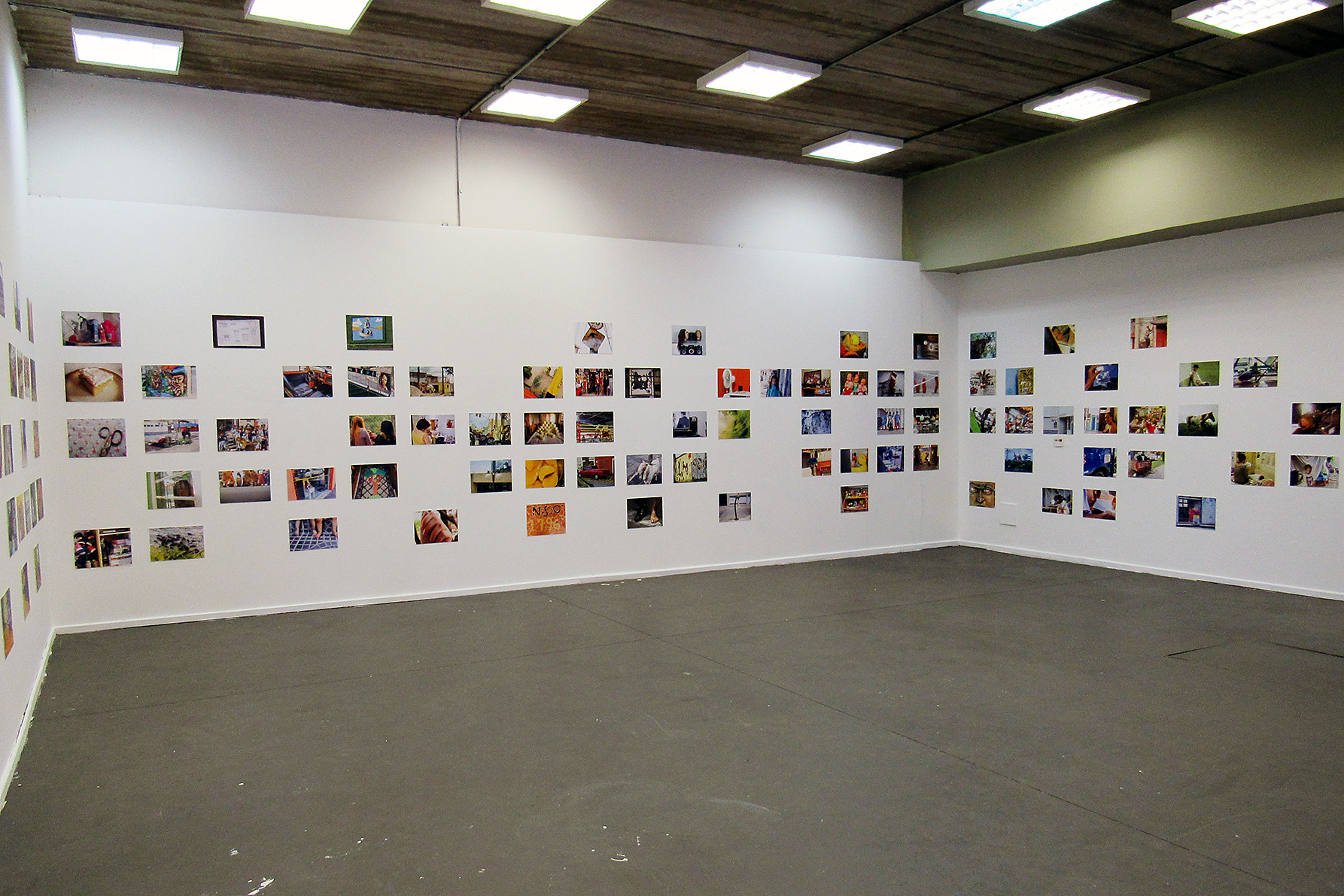
Exposição dos alunos do curso Olhares Sobre a Cachoeirinha 2015, na Fábrica de Cultura Vila Nova Cachoeirinha, em fevereiro de 2016

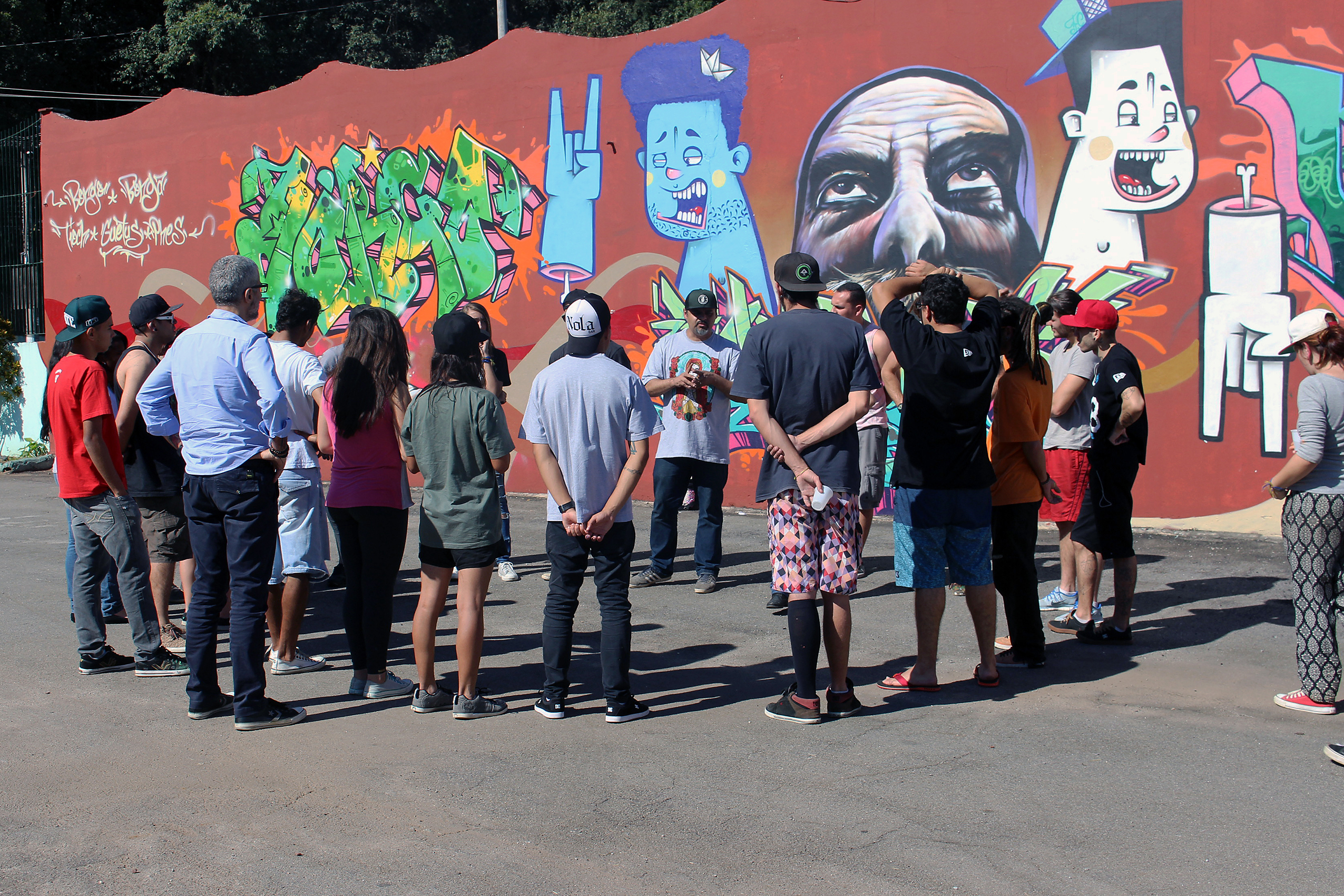
Oficina de graffiti Circuito Spray, ministrada pelo artista Bonga Mac, em Caieiras, SP, 2015

## Institucional
No ano de 2011, com o apoio do IDIS – Instituto para o Desenvolvimento do Investimento Social , a Fundação redefiniu sua missão, tendo como objetivo “promover a inclusão social, cultural e econômica de pessoas e comunidades por meio das artes visuais”, e incluiu em sua apresentação institucional a frase "Arte Transforma".

### Missão
Transformar jovens e adultos da cidade de São Paulo por meio das artes visuais, despertando novos potenciais.

### Visão
Fazer das artes visuais um instrumento de inclusão sociocultural na sociedade brasileira.

### Valores
Desenvolvimento Humano; Inclusão Social; Respeito aos seres humanos e seus processos de desenvolvimento; Importância civilizatória da estética e da arte; Transparência; Ética e Cidadania; Sustentabilidade; Excelência organizacional

### Membros honorários perpétuos
- Arthur Stickel
- Erna Hedwig Stickel;
- Ernesto Diederichsen
- Franz Emil Engelbert Mülller
- Luiz Dumont Villares
- Maria Elisa Arens Diederichsen

### Presidentes honorários perpétuos
- Erico João Siriuba Stickel
- Martha Diederichsen Stickel

## Ligações Externas
- Obras de Fernando Stickel Acervo da Pinacoteca do Estado
- Fundação Stickel recebe homenagem da Prefeitura de São Paulo Radar Oficial, 23 de outubro de 2010
- Fundação Stickel e Escola Brasil: Saatchi Gallery
- "Curso de fotografia é voltado para moradores da Zona Norte de SP" G1 São Paulo, 25 de julho de 2015
- “Grupos de geração de renda da Fundação Stickel participam da 5ª Mostra Fiesp/Ciesp” FIESP/CIESP, 18 de novembro de 2011
- “Exposição ‘Olhares Sobre a Cachoeirinha 2015’ promove inclusão pela fotografia” Governo do Estado de São Paulo, 19 de fevereiro de 2016
- “Família Stickel doa obras raras à Biblioteca da FIEO” Revista FIEO em Foco. Osasco: Centro Universitário UNIFIEO, ano XVII, n. 156, set. 2010
- "Vila Brasilândia Busca Economia Verde Estadão - Sustentabilidade, 8 de dezembro de 2010